# Karel Majoor
Carolus Josephus Jacobus Stephanus (Karel) Majoor (Venlo, 8 maart 1943) is een Nederlands politicus van de PvdA.
Na het gymnasium studeerde hij rechtsgeleerdheid aan de Rijksuniversiteit Utrecht. Hij was secretaris van de Rotterdamse deelgemeente Charlois voor hij in 1981 benoemd werd tot burgemeester van de toenmalige Limburgse gemeente Herten. In november 1988 werd hij burgemeester van Meerssen en vanaf juli 1999 tot zijn vervroegde pensionering in oktober 2004 was hij de burgemeester van Weert.
Vanaf december 2005 was Majoor ruim een half jaar waarnemend burgemeester van Eijsden. Van 1 oktober 2011 tot maart 2012 was hij waarnemend burgemeester van de Limburgse gemeente Bergen.